# Aechmea patriciae
Espèce
Classification phylogénétique
Statut de conservation UICN

 VU D2 : Vulnérable
Aechmea patriciae est une espèce de plantes de la famille des Bromeliaceae, endémique d'Équateur.

## Distribution
L'espèce est endémique d'Équateur.